# アビオメッド
アビオメッド（Abiomed Inc.）は、経皮的補助人工心臓であるインペラ（循環補助用心内留置型ポンプカテーテル）を中心とした医療機器の開発・製造・販売を行う株式会社。アメリカ・マサチューセッツに本社を置き、ドイツのベルリン、アーヘン、日本の東京にオフィスを持つ。日本法人は、日本アビオメッド株式会社。2022年12月ジョンソン・エンド・ジョンソンより166億ドルで買収されNASDAQ上場廃止。（NASDAQ: ABMD）。

## 沿革
アビオメッドは、1981年に、デビッド・M・レーダーマンによって、アメリカ・マサチューセッツ・ダンバースにアプライドバイオメディカルコーポレーションとして設立され、人工心臓の開発に取り組んだ。米国政府の研究助成金を得たレーダーマンは、テキサス・ハート・インスティテュートと提携し、世界初となる完全埋め込み型全置換型人工心臓アビオコアを開発、2001年7月にケンタッキー州の男性に初めてアビオコアを移植した。2004年、マイケル・R・ミノーグがアビオメッドの社長兼CEOに就任、2005年にアビオメッドはドイツのアーヘンにある補助人工心臓デバイスメーカーのインペラ・カーディオシステムズ・AGを買収。アビオメッドの主力製品をインペラとして事業を展開している。2020年、体外式膜型人工肺（ECMO)装置の企業であるBreethe社を買収し、事業に新たなポートフォリオが追加された。経皮的補助人工心臓インペラの発明者・開発者であるトーステン・シスは現在アビオメッドの最高技術責任者を務めている。2023年12月、ジョンソン・エンド・ジョンソンに買収され完全子会社化。

## インペラ（Impella)の仕組み
インペラは通常の経皮的冠動脈形成術と同様の手技で、大腿動脈からインペラのカテーテルを挿入し、インペラの吸入部を左心室内に留置し、上行大動脈にある吐出部から左心室の酸素を含んだ血液を順行性に送血するという、補助人工心臓としてはシンプルな仕組みである。製品名Impellaの由来となっているカテーテル内の羽根車（Impeller)に大きな特徴があり、この羽根車がカテーテル内部にあるモーターによって高速回転することで、吸入部から左室の血液を吸引し、その血液はカニュラを通って吐出部から送血される。羽根車の回転速度は制御装置で制御することができ、回転数が早いほど多くの補助流量を出すことができる。製品によって1分あたり1.0リットル~5.5リットルの流量が可能である。人工心肺装置（PCPS）では成し得なかった、左室からの脱血、上行大動脈への送血、という順行性の強力な補助循環が可能であるため、心負荷を軽減するだけでなく、心筋の保護も期待できる。現時点で世界で臨床使用されているカテーテル型の補助人工心臓はインペラのみであり、補助人工心臓としては世界最小である。

## インペラの開発経緯と承認状況
- 1991年 - ドイツ・アーヘン工科大学AME Helmholtz研究所でインペラのコンセプトにつながる補助循環用デバイスの研究開発を発明者であるトーステン・シスが開始[10]
- 2004年 - インペラ製品がヨーロッパCEマークを取得、欧州で販売開始
- 2005年 - 米国アビオメッドが、インペラの製造販売元であったドイツのインペラ・カーディオシステムズAGを買収[14]
- 2008年 - インペラ2.5が米国FDAの承認を取得[15]
- 2009年 - インペラ5.0が米国FDAの承認を取得[15]
- 2012年 - インペラCPが米国FDAの承認を取得[15]
- 2016年9月 - インペラ2.5および5.0、インペラ制御装置が日本において薬事承認取得[16]
- 2017年9月 - 右心不全用インペラRPが米国FDAの承認を取得[17]
- 2017年10月 - インペラ5.0による日本でのインペラ初症例が大阪大学附属病院で実施される[18]
- 2018年 - インペラの累計症例数が世界で100,000症例を超える[19]
- 2019年6月 - インペラCPが日本に於いて薬事承認取得[20]
- 2019年10月 - インペラの使用症例が日本で1000件を超える[21]
- 2019年 - インペラ5.5が米国FDAの承認を取得[22]
- 2020年5月 - 体外式膜型人工肺（ECMO）装置の開発企業であるBreethe社を買収[9]
- 2023年12月 - ジョンソン・エンド・ジョンソンに買収

## アビオメッド日本法人
日本アビオメッド株式会社は2013年12月に設立され、インペラの医療技術・治療法の提供を行っている。本社を東京都中央区日本橋室町の室町東三井ビルディングに置く。代表取締役社長は西村栄三。

## 日本でのインペラの適応
日本でのインペラの適応は、心原性ショック等の薬物療法抵抗性の急性心不全に対してのみ適応され、大腿動脈から左心室内に挿入・留置し、左心室から直接脱血し、上行大動脈に送血することにより体循環を補助する。インペラ補助循環用ポンプカテーテルを安全かつ有効に普及させることを目的とした、補助人工心臓治療関連学会協議会インペラ部会が設立され、当部会はインペラの使用の施設要件基準の策定、実施症例の登録参加などを条件とした導入施設の認定を行っている。